# Llista d'asteroides/204101-204200
| Nom      | Designació provisional | Data de descobriment   | Lloc de descobriment | Descobridor/s                |
| -------- | ---------------------- | ---------------------- | -------------------- | ---------------------------- |
| 204101 - | 2003 WW100             | 21 de novembre de 2003 | Palomar              | NEAT                         |
| 204102 - | 2003 WG106             | 21 de novembre de 2003 | Socorro              | LINEAR                       |
| 204103 - | 2003 WD108             | 20 de novembre de 2003 | Socorro              | LINEAR                       |
| 204104 - | 2003 WN114             | 20 de novembre de 2003 | Socorro              | LINEAR                       |
| 204105 - | 2003 WR114             | 20 de novembre de 2003 | Socorro              | LINEAR                       |
| 204106 - | 2003 WB126             | 20 de novembre de 2003 | Socorro              | LINEAR                       |
| 204107 - | 2003 WN129             | 21 de novembre de 2003 | Socorro              | LINEAR                       |
| 204108 - | 2003 WJ135             | 21 de novembre de 2003 | Socorro              | LINEAR                       |
| 204109 - | 2003 WV140             | 21 de novembre de 2003 | Socorro              | LINEAR                       |
| 204110 - | 2003 WH142             | 21 de novembre de 2003 | Socorro              | LINEAR                       |
| 204111 - | 2003 WL148             | 24 de novembre de 2003 | Kitt Peak            | Spacewatch                   |
| 204112 - | 2003 WT148             | 24 de novembre de 2003 | Anderson Mesa        | LONEOS                       |
| 204113 - | 2003 WF154             | 26 de novembre de 2003 | Socorro              | LINEAR                       |
| 204114 - | 2003 WW154             | 26 de novembre de 2003 | Kitt Peak            | Spacewatch                   |
| 204115 - | 2003 WA155             | 26 de novembre de 2003 | Kitt Peak            | Spacewatch                   |
| 204116 - | 2003 WQ156             | 29 de novembre de 2003 | Socorro              | LINEAR                       |
| 204117 - | 2003 WJ157             | 24 de novembre de 2003 | Socorro              | LINEAR                       |
| 204118 - | 2003 WW161             | 30 de novembre de 2003 | Socorro              | LINEAR                       |
| 204119 - | 2003 WY163             | 30 de novembre de 2003 | Kitt Peak            | Spacewatch                   |
| 204120 - | 2003 WM166             | 24 de novembre de 2003 | Socorro              | LINEAR                       |
| 204121 - | 2003 WB192             | 19 de novembre de 2003 | Socorro              | LINEAR                       |
| 204122 - | 2003 XB7               | 3 de desembre de 2003  | Socorro              | LINEAR                       |
| 204123 - | 2003 XU7               | 3 de desembre de 2003  | Socorro              | LINEAR                       |
| 204124 - | 2003 XY10              | 10 de desembre de 2003 | Palomar              | NEAT                         |
| 204125 - | 2003 XN12              | 14 de desembre de 2003 | Palomar              | NEAT                         |
| 204126 - | 2003 XF19              | 14 de desembre de 2003 | Kitt Peak            | Spacewatch                   |
| 204127 - | 2003 XM25              | 1 de desembre de 2003  | Socorro              | LINEAR                       |
| 204128 - | 2003 XU28              | 1 de desembre de 2003  | Kitt Peak            | Spacewatch                   |
| 204129 - | 2003 XG37              | 3 de desembre de 2003  | Socorro              | LINEAR                       |
| 204130 - | 2003 XH40              | 14 de desembre de 2003 | Socorro              | LINEAR                       |
| 204131 - | 2003 YL                | 17 de desembre de 2003 | Anderson Mesa        | LONEOS                       |
| 204132 - | 2003 YO9               | 17 de desembre de 2003 | Kitt Peak            | Spacewatch                   |
| 204133 - | 2003 YS19              | 17 de desembre de 2003 | Kitt Peak            | Spacewatch                   |
| 204134 - | 2003 YM26              | 18 de desembre de 2003 | Kitt Peak            | Spacewatch                   |
| 204135 - | 2003 YW29              | 17 de desembre de 2003 | Palomar              | NEAT                         |
| 204136 - | 2003 YA35              | 18 de desembre de 2003 | Catalina             | CSS                          |
| 204137 - | 2003 YV40              | 19 de desembre de 2003 | Kitt Peak            | Spacewatch                   |
| 204138 - | 2003 YU46              | 17 de desembre de 2003 | Kitt Peak            | Spacewatch                   |
| 204139 - | 2003 YD48              | 18 de desembre de 2003 | Socorro              | LINEAR                       |
| 204140 - | 2003 YE56              | 19 de desembre de 2003 | Socorro              | LINEAR                       |
| 204141 - | 2003 YZ63              | 19 de desembre de 2003 | Socorro              | LINEAR                       |
| 204142 - | 2003 YJ64              | 19 de desembre de 2003 | Socorro              | LINEAR                       |
| 204143 - | 2003 YO68              | 19 de desembre de 2003 | Socorro              | LINEAR                       |
| 204144 - | 2003 YH94              | 21 de desembre de 2003 | Catalina             | CSS                          |
| 204145 - | 2003 YD104             | 21 de desembre de 2003 | Socorro              | LINEAR                       |
| 204146 - | 2003 YH104             | 21 de desembre de 2003 | Socorro              | LINEAR                       |
| 204147 - | 2003 YB110             | 23 de desembre de 2003 | Socorro              | LINEAR                       |
| 204148 - | 2003 YF111             | 21 de desembre de 2003 | Needville            | W. G. Dillon, M. E. Knewtson |
| 204149 - | 2003 YG113             | 23 de desembre de 2003 | Socorro              | LINEAR                       |
| 204150 - | 2003 YV114             | 25 de desembre de 2003 | Haleakala            | NEAT                         |
| 204151 - | 2003 YY127             | 27 de desembre de 2003 | Socorro              | LINEAR                       |
| 204152 - | 2003 YZ138             | 27 de desembre de 2003 | Kitt Peak            | Spacewatch                   |
| 204153 - | 2003 YZ168             | 18 de desembre de 2003 | Socorro              | LINEAR                       |
| 204154 - | 2003 YJ169             | 18 de desembre de 2003 | Socorro              | LINEAR                       |
| 204155 - | 2003 YM171             | 18 de desembre de 2003 | Kitt Peak            | Spacewatch                   |
| 204156 - | 2004 AD4               | 14 de gener de 2004    | Palomar              | NEAT                         |
| 204157 - | 2004 AA5               | 13 de gener de 2004    | Anderson Mesa        | LONEOS                       |
| 204158 - | 2004 AT13              | 13 de gener de 2004    | Kitt Peak            | Spacewatch                   |
| 204159 - | 2004 AO15              | 15 de gener de 2004    | Kitt Peak            | Spacewatch                   |
| 204160 - | 2004 BM5               | 16 de gener de 2004    | Kitt Peak            | Spacewatch                   |
| 204161 - | 2004 BJ9               | 16 de gener de 2004    | Palomar              | NEAT                         |
| 204162 - | 2004 BX15              | 18 de gener de 2004    | Palomar              | NEAT                         |
| 204163 - | 2004 BH17              | 17 de gener de 2004    | Palomar              | NEAT                         |
| 204164 - | 2004 BW19              | 18 de gener de 2004    | Kitt Peak            | Spacewatch                   |
| 204165 - | 2004 BW25              | 20 de gener de 2004    | Socorro              | LINEAR                       |
| 204166 - | 2004 BT29              | 18 de gener de 2004    | Palomar              | NEAT                         |
| 204167 - | 2004 BP31              | 19 de gener de 2004    | Anderson Mesa        | LONEOS                       |
| 204168 - | 2004 BW31              | 19 de gener de 2004    | Anderson Mesa        | LONEOS                       |
| 204169 - | 2004 BV32              | 19 de gener de 2004    | Kitt Peak            | Spacewatch                   |
| 204170 - | 2004 BC33              | 19 de gener de 2004    | Kitt Peak            | Spacewatch                   |
| 204171 - | 2004 BW33              | 19 de gener de 2004    | Kitt Peak            | Spacewatch                   |
| 204172 - | 2004 BD35              | 19 de gener de 2004    | Kitt Peak            | Spacewatch                   |
| 204173 - | 2004 BL35              | 19 de gener de 2004    | Kitt Peak            | Spacewatch                   |
| 204174 - | 2004 BH37              | 19 de gener de 2004    | Kitt Peak            | Spacewatch                   |
| 204175 - | 2004 BP40              | 21 de gener de 2004    | Socorro              | LINEAR                       |
| 204176 - | 2004 BP41              | 23 de gener de 2004    | Anderson Mesa        | LONEOS                       |
| 204177 - | 2004 BF44              | 22 de gener de 2004    | Socorro              | LINEAR                       |
| 204178 - | 2004 BO49              | 21 de gener de 2004    | Socorro              | LINEAR                       |
| 204179 - | 2004 BZ49              | 21 de gener de 2004    | Socorro              | LINEAR                       |
| 204180 - | 2004 BL51              | 21 de gener de 2004    | Socorro              | LINEAR                       |
| 204181 - | 2004 BL52              | 21 de gener de 2004    | Socorro              | LINEAR                       |
| 204182 - | 2004 BZ52              | 22 de gener de 2004    | Socorro              | LINEAR                       |
| 204183 - | 2004 BL53              | 22 de gener de 2004    | Socorro              | LINEAR                       |
| 204184 - | 2004 BG54              | 22 de gener de 2004    | Socorro              | LINEAR                       |
| 204185 - | 2004 BX55              | 22 de gener de 2004    | Socorro              | LINEAR                       |
| 204186 - | 2004 BC56              | 23 de gener de 2004    | Anderson Mesa        | LONEOS                       |
| 204187 - | 2004 BN58              | 23 de gener de 2004    | Socorro              | LINEAR                       |
| 204188 - | 2004 BB65              | 22 de gener de 2004    | Socorro              | LINEAR                       |
| 204189 - | 2004 BL76              | 24 de gener de 2004    | Socorro              | LINEAR                       |
| 204190 - | 2004 BO77              | 22 de gener de 2004    | Socorro              | LINEAR                       |
| 204191 - | 2004 BW79              | 24 de gener de 2004    | Socorro              | LINEAR                       |
| 204192 - | 2004 BX88              | 23 de gener de 2004    | Socorro              | LINEAR                       |
| 204193 - | 2004 BB90              | 23 de gener de 2004    | Socorro              | LINEAR                       |
| 204194 - | 2004 BE95              | 28 de gener de 2004    | Socorro              | LINEAR                       |
| 204195 - | 2004 BX103             | 23 de gener de 2004    | Socorro              | LINEAR                       |
| 204196 - | 2004 BU107             | 28 de gener de 2004    | Catalina             | CSS                          |
| 204197 - | 2004 BE121             | 31 de gener de 2004    | Campo Imperatore     | CINEOS                       |
| 204198 - | 2004 BG137             | 19 de gener de 2004    | Kitt Peak            | Spacewatch                   |
| 204199 - | 2004 BW143             | 19 de gener de 2004    | Kitt Peak            | Spacewatch                   |
| 204200 - | 2004 BY147             | 16 de gener de 2004    | Palomar              | NEAT                         |